# Apolinario Mabini

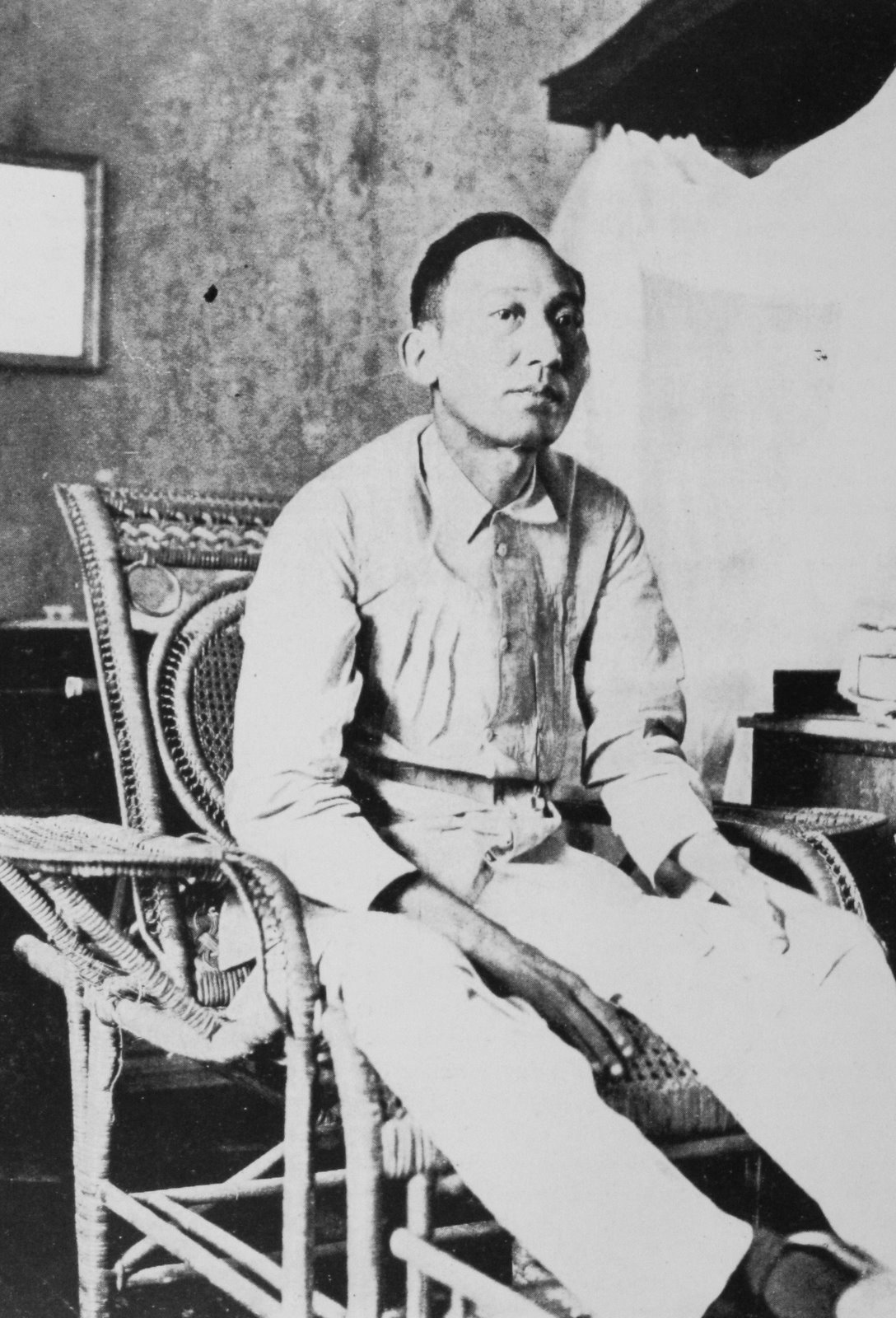
Apolinario Mabini

Apolinario Mabini y Maranan (* 23. Juli 1864 in Tanauan; † 13. Mai 1903 in Manila), auch als der „Geniale Gelähmte“ und als das „Gehirn der Revolution“ bekannt, war ein philippinischer Politiker und Theoretiker. Er schrieb die Verfassung der Ersten Philippinischen Republik (von 1899 bis 1901) nieder. Im Jahre 1899 wurde er zum ersten Premierminister der Philippinen ernannt. Er gilt als einer der Nationalhelden der Philippinen.

## Früher Lebensabschnitt
Apolinario Mabini wurde am 23. Juli 1864 in Talaga, einem Barangay (Ortsteil) von Tanauan, als ältestes von acht Geschwistern geboren. Sein Vater Inocencio Mabini und seine Mutter Dionisia Maranan lebten in ärmlichen Verhältnissen.
Durch ein Stipendium konnte er an einer Schule in Tanauan studieren. Später wechselte er die Schule und kam unter die Obhut des bekannten Pädagogen Pater Valerio Malabanan.
Im Anschluss studierte er am Colegio de San Juan de Letran und erhielt im Jahre 1887 den Grad eines Bachelor der Kunst und später den Titel eines Professors der lateinischen Sprache. An der University of Santo Tomas machte er 1894 sein rechtswissenschaftliches Diplom. Während seines Studiums verdiente er seinen Lebensunterhalt mit Latein-Stunden, als Kopist am Gericht von Manila und später als Büroangestellter und Gerichtsassistent.
Im September 1892 trat er den Freimaurern bei und nahm den Namen Katabay an. 1893 war er an der Gründung der La Liga Filipina beteiligt, einer Organisation, die von José Rizal ins Leben gerufen wurde, um die Philippinen zu vereinigen und den spanischen Einfluss auf das Land zurückzudrängen.
Mabini träumte davon, die Armut zu bekämpfen ohne jedoch, wie seine Mutter es wünschte, Priester zu werden. Im Frühjahr 1896 erkrankte er schwer, möglicherweise an Kinderlähmung, was zur Lähmung seiner unteren Gliedmaßen führte. Als in diesem Jahr die Revolution ausbrach, wurde er von der spanischen Kolonialverwaltung verdächtigt, an den Unruhen beteiligt gewesen zu sein, weswegen er festgenommen und eingesperrt wurde. Da er seine Beine nicht bewegen konnte, ließen die Spanier ihn jedoch wieder frei und überstellten ihn in das Krankenhaus San Juan de Dios.

## Revolution
Mabini war Mitglied der La Liga Filipina und hatte nationalistische Ansichten. Im Geheimen engagierte er sich für Reformen in der Kolonialverwaltung. Seine vorausschauende Analyse, dass der Spanisch-Amerikanische Krieg zu einer Abtretung der Philippinen an die Vereinigten Staaten führen würde, machte General Emilio Aguinaldo im Exil in Hong Kong auf ihn aufmerksam. Nachdem Aguinaldo im Mai 1898 mit amerikanischer Hilfe auf die Philippinen zurückgekehrt war, ließ er den Gelähmten von Los Baños nach Kawit tragen, wo sie sich am 12. Juni erstmals trafen, am selben Tag an dem Aguinaldo die Unabhängigkeit der Philippinen erklärte und sich zum Diktator.
Während der damit begonnenen Philippinischen Revolution war Mabini der wichtigste Berater Aguinaldos. Zu seinen ersten Ratschlägen gehörte die Abschaffung der Diktatur und Einsetzung einer Revolutionsregierung. Aguinaldo ernannte Mabini zum Außenminister und Präsidenten des Ministerrats. Er entwarf wichtige Dekrete des Präsidenten, darunter zur Organisation von Gemeinden und Provinzen, Justiz und Polizeikräften, mit denen die institutionellen Grundlagen der Republik gelegt wurden.
Mabini schrieb auch einen Verfassungsentwurf für die Erste Philippinische Republik, der aber nicht zur Grundlage der Verfassung von 1899 wurde.

## Premierminister
Am 2. Januar 1899 wurde Mabini sowohl zum Premierminister als auch zum Außenminister der neuen unabhängigen Regierung von Aguinaldo ernannt. Ausgerufen wurde die Erste Philippinische Republik am 23. Januar 1899 in Malolos.
Mabini war ein Verfechter der vollen Unabhängigkeit der Philippinen und sprach sich gegen Autonomielösungen unter spanischer oder später amerikanischer Souveränität aus. Am 6. März 1899 begann er Verhandlungen mit den USA über die Zukunft der Philippinen, um den nach der Ratifizierung des Friedensvertrags mit Spanien im Februar unerklärt ausgebrochenen Philippinisch-Amerikanischen Krieg zu beenden. Die Amerikaner weigerten sich aber, einen Waffenstillstand zu vereinbaren. Am 7. Mai 1899 trat Mabini von allen seinen Ämtern zurück, da er keinen Sinn mehr in Verhandlungen sah, sich aber nicht gegen die noch kompromissbereiten und einer Autonomielösung zugeneigten Kräfte in der Regierung durchsetzen konnte. Danach wurde er von Aguinaldo zum Präsidenten des Obersten Gerichts ernannt, übte das Amt aber nicht aus. Sein Nachfolger wurde Pedro Paterno.
Mabini setzte sich für eine philippinische Nationalkirche ein, was zur Gründung der Unabhängigen Philippinischen Kirche führte, die sich auf seinen Dekalog beruft. In seinem Verfassungsentwurf setzte er sich für Frauenrechte, darunter das aktive und passive Wahlrecht und ein Recht auf Ausbildung ein, konnte sich damit aber nicht durchsetzen.

## Später Lebensabschnitt
Am 10. Dezember 1899 wurde er von amerikanischen Streitkräften in Cuyapo, Nueva Ecija, gefangen genommen, aber schon kurz darauf wieder freigelassen. 1901 wurde er nach Guam deportiert, da er den Treueschwur auf die Vereinigten Staaten verweigerte. Im Exil schrieb er an seinen Memoiren, La Revolución Filipina, die unvollendet blieben und erst 1931 posthum erschienen. 1903 kehrte er in seine Heimat zurück, nachdem er den Vereinigten Staaten Loyalität geschworen hatte. Die Amerikaner boten Mabini eine führende Stelle in der Kolonialregierung an, doch er lehnte dies ab.
Mabini starb am 13. Mai 1903 in Manila an Cholera.

## Weitere Notizen
- Bei der Beschreibung seines Kabinetts, sagte er, dass es „… keiner Partei angehört, noch bestünde die Notwendigkeit, eine solche zu formen; es steht für nichts, außer der Sicherung der Interessen des Vaterlandes.“

- Im Frühjahr des Jahres 1902 hielt ein Komitee des US-Senats Anhörungen ab, um die Kriegsverbrechen amerikanischer Offiziere und Soldaten während des Philippinisch-Amerikanischen Krieges zu untersuchen. Diese Untersuchungen und Verhandlungen wurden später als das Lodge Committee von 1902 bekannt. Im Zuge dieser Untersuchung wurde die Zeugenaussage des ehemaligen Militärgouverneurs der Philippinen Arthur MacArthur angehört. General MacArthur gab in Bezug auf Mabini folgende Erklärung zu Protokoll:

„Mabini ist ein hochgebildeter junger Mann, der bedauerlicherweise gelähmt ist. Er hat eine klassische Bildung genossen, verfügt über einen sehr flexiblen, einfallsreichen Verstand und Mabinis Sichten sind umfangreicher, als die irgendeines anderen Filipinos, dem ich je begegnet bin. Seine Ideen waren der Traum eines malaiischen Bündnisses. Kein Bündnis von Luzon oder des philippinischen Archipels, aber ich glaube von diesem (malaiischen) Blut. Er ist ein Träumer, aber besitzt einen sehr verbindlichen Charakter und verfügt über sehr hohe Fertigkeiten. Wie ich sagte, ist er bedauerlicherweise gelähmt. Er ist ein junger Mann und würde zweifelsohne für die Zukunft diese Insel ein großer Nutzen sein, wenn da nicht sein Gebrechen wäre.“
- Mabinis Hauptarbeit, die La Revolution Filipina, ist eine grundlegende Analyse voll überzeugender Argumentationen und verdeutlicht die ideologischen Verwicklungen der Revolution gegen Spanien und den Widerstand gegen die amerikanischen Eindringlinge. Sie offenbart die Steigerung der demokratischen Impulse hinter seinem Denken. Er versuchte immer zwischen dem Willen der Menschen und den Entscheidungen der Führer zu vermitteln.

## Ehrungen

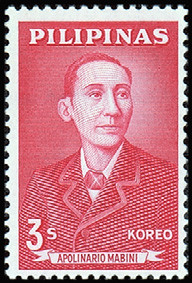
Briefmarke von 1962

- Vier philippinische Gemeinden sind nach Mabini benannt: Mabini (Batangas), Mabini (Bohol), Mabini (Davao de Oro) und Mabini (Pangasinan)
- Mabini ist auf mehreren philippinischen Briefmarken, Münzen und Banknoten abgebildet, unter anderem mit Andrés Bonifacio auf dem 10-Peso-Schein von 1997.
- Zu seinem 150. Geburtstag veranstaltete die Universität der Philippinen einen mehrtägigen Kongress.[8]
- Der Orden Gawad Mabini wird seit 2003 jährlich an Mabinis Geburtstag durch den Außenminister der Philippinen verliehen.[9]
- 1974 stiftete die Philippine Foundation for the Rehabilitation of the Disabled (PFRD) den Apolinario-Mabini-Preis.[5]

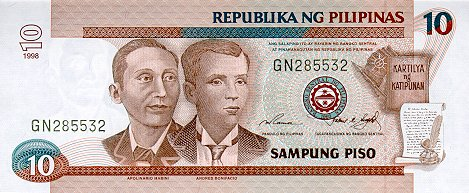
Mit Andrés Bonifacio auf dem 10-Peso-Schein (1997)

## Schriften (Auswahl)
- El Verdadero Decalogo (dt.: Die wahren Zehn Gebote), Juni 1898 (engl. Übersetzung bei Project Gutenberg)
- Contestaciones y Consideraciones Al Pueblo y Congreso Norte-Americanos (dt.: Antworten und Überlegungen an das Volk und den Kongress Nordamerikas), Januar 1900 (spanischer Text bei Project Gutenberg)
- Ordenanzas de la Revolucion (dt. Die Regeln der Revolution) (1898)
- Programa Constitucional de la Republica Filipina (dt.: Das Verfassungsprogramm der Philippinischen Republik)[10] (circa., 1898)
- La Revolución Filipina (Die Philippinische Revolution, 1931) (pdf (spanisch), engl. Übersetzung (1969) im Internet Archive)
  - Apolinario Mabini on the Failure of the Filipino Revolution. In: The American Historical Review. Band 11, Nr. 4, Juli 1906, S. 843–861, JSTOR:1832232 (englisch, 10. Kapitel, ins Englische übersetzt und mit einer Einführung von James A Le Roy).